# Rue Victor-Gelez
Pour les articles homonymes, voir Gelez.
La rue Victor-Gelez est une voie du 11e arrondissement de Paris, en France.

## Situation et accès
La rue Victor-Gelez est une voie publique située dans le 11e arrondissement de Paris. Elle débute au 8, passage de Ménilmontant et se termine au 9, rue des Nanettes.

## Origine du nom
Elle porte le nom de Victor Gelez (1845-1914), conseiller municipal du 11e arrondissement. 

## Historique
Après avoir porté jusqu'en 1877 le nom de « cité des Bluets », bien que connue sous celui de « cité des Lilas », elle a été prolongée jusqu'à l'avenue de la République en redevenant « rue des Bluets » avant de prendre sa dénomination actuelle depuis un arrêté du 26 mars 1928.